# Campeonato Mundial de Esquí Acrobático de 2017
El XVI Campeonato Mundial de Esquí Acrobático se celebró en la Estación de Esquí de Sierra Nevada, ubicada en el municipio granadino de Monachil (España), entre el 7 y el 19 de marzo de 2017 bajo la organización de la Federación Internacional de Esquí (FIS) y la Real Federación Española de Deportes de Invierno. Paralelamente se realizó el XII Campeonato Mundial de Snowboard.
Fue la segunda gran competición internacional de deportes de invierno disputada en Sierra Nevada, tras el Campeonato Mundial de Esquí Alpino de 1996.

## Calendario
- Hora local de España (UTC+1).

| Clasificación | Finales |

| Fecha            | Hora     | Evento                   |
| ---------------- | -------- | ------------------------ |
| 8 de marzo       | 09:30    | Baches M y F             |
| 8 de marzo       | 14:00    | Baches M y F             |
| 9 de marzo       | 12:00    | Baches en paralelo M y F |
| 9 de marzo       | 16:15    | Saltos aéreos M y F      |
| 10 de marzo      | 19:30    | Saltos aéreos M y F      |
| 11 – 15 de marzo | Descanso | Descanso                 |
| 16 de marzo      | 19:35    | Halfpipe M y F           |
| 17 de marzo      | 11:30    | Slopestyle M y F         |
| 18 de marzo      | 14:00    | Campo a través M y F     |
| 18 de marzo      | 20:30    | Halfpipe M y F           |
| 19 de marzo      | 12:30    | Slopestyle M y F         |

## Medallistas

### Masculino
| Evento                     | Oro                                   | Plata                              | Bronce                                 |
| -------------------------- | ------------------------------------- | ---------------------------------- | -------------------------------------- |
| Baches (08.03)             | Ikuma Horishima Japón 88,54 pts.      | Benjamin Cavet Francia 87,11 pts.  | Mikaël Kingsbury · Canadá · 82,85 pts. |
| Baches en paralelo (09.03) | Ikuma Horishima Japón                 | Bradley Wilson Estados Unidos      | Marco Tadé · Suiza                     |
| Halfpipe (18.03)           | Aaron Blunck Estados Unidos 91,80     | Michael Riddle · Canadá · 89,60    | Kevin Rolland Francia 88,40            |
| Salto aéreo (10.03)        | Jonathon Lillis Estados Unidos 125,79 | Qi Guangpu China 120,36            | David Morris Australia 114,93          |
| Slopestyle (19.03)         | McRae Williams Estados Unidos 93,80   | Gus Kenworthy Estados Unidos 91,80 | James Woods Reino Unido 90,40          |
| Campo a través (18.03)     | Victor Öhling Norberg · Suecia        | Jamie Prebble Nueva Zelanda        | François Place Francia                 |

### Femenino
| Evento                     | Oro                                   | Plata                              | Bronce                                        |
| -------------------------- | ------------------------------------- | ---------------------------------- | --------------------------------------------- |
| Baches (08.03)             | Britteny Cox Australia 83,63 pts.     | Perrine Laffont Francia 82,51 pts. | Justine Dufour-Lapointe · Canadá · 80,74 pts. |
| Baches en paralelo (09.03) | Perrine Laffont Francia               | Yuliya Galysheva · Kazajistán      | Jaelin Kauf Estados Unidos                    |
| Halfpipe (18.03)           | Ayana Onozuka Japón 89,90             | Marie Martinod Francia 87,00       | Devin Logan Estados Unidos 84,20              |
| Salto aéreo (10.03)        | Ashley Caldwell Estados Unidos 109,29 | Danielle Scott Australia 94,47     | Xu Mengtao China 91,65                        |
| Slopestyle (19.03)         | Tess Ledeux Francia 85,60             | Emma Dahlström · Suecia · 83,60    | Isabel Atkin Reino Unido 83,20                |
| Campo a través (18.03)     | Sandra Näslund · Suecia               | Fanny Smith · Suiza                | Ophélie David Francia                         |

## Medallero
| Núm. | País           | Oro | Plata | Bronce | Total |
| ---- | -------------- | --- | ----- | ------ | ----- |
| 1    | Estados Unidos | 4   | 2     | 2      | 8     |
| 2    | Japón          | 3   | 0     | 0      | 3     |
| 3    | Francia        | 2   | 3     | 3      | 8     |
| 4    | Suecia         | 2   | 1     | 0      | 3     |
| 5    | Australia      | 1   | 1     | 1      | 3     |
| 6    | Canadá         | 0   | 1     | 2      | 3     |
| 7    | China          | 0   | 1     | 1      | 2     |
| 7    | Suiza          | 0   | 1     | 1      | 2     |
| 9    | Kazajistán     | 0   | 1     | 0      | 1     |
| 9    | Nueva Zelanda  | 0   | 1     | 0      | 1     |
| 11   | Reino Unido    | 0   | 0     | 2      | 2     |
|      | TOTAL          | 12  | 12    | 12     | 36    |